# Désarroi
Pour plus de détails, voir Fiche technique et Distribution.
Désarroi est un film français réalisé par Robert-Paul Dagan, sorti en 1946.

## Fiche technique
- Titre : Désarroi
- Réalisation : Robert-Paul Dagan
- Scénario : Robert-Paul Dagan, Roger Ferdinand et Michel Manégat, d'après la pièce de Victorien Sardou (Odette, 1881)
- Dialogues : Roger Ferdinand
- Photographie : Paul Cotteret
- Montage : Maurice Bonin
- Musique : Henri Verdun
- Décors : Roland Quignon
- Son : Jacques Hawadier
- Sociétés de production : Cinéma Films Production - Les Moulins d'Or
- Pays de production :  France
- Format : Noir et blanc — 35 mm — 1,37:1 — Son : Mono
- Genre : Film dramatique
- Durée : 95 minutes (1 h 35)
- Date de sortie : 
  - France : 22 novembre 1946

## Distribution
- Suzy Carrier : Martine
- Jules Berry : Frontenac
- Gabrielle Dorziat : Mme Meillan
- Jean Debucourt : Clermont-Latour
- Jean Mercanton : Pierre
- Léonce Corne : Simonin
- Valentine Tessier : Odette
- Félicien Tramel : Carrière